# Піппа Норріс
Пі́ппа Но́рріс (англ. Pippa Norris; нар. 10 липня 1953 р.) — викладачка порівняльної політики в Школі управління імені Джона Ф. Кеннеді, професорка у Сіднейському університеті та директорка Проєкту доброчесності виборців.

## Освіта
Отримала ступінь бакалавра мистецтв у політиці та філософії в Університеті Ворика, а також ступінь магістра та докторські ступені з політичних наук в Лондонській школі економіки (LSE). До приходу в Гарвардський університет у 1992 р., вона викладала в Единбурзькому університеті.

## Кар'єра
Її дослідженнями є порівняння громадської думки та результатів виборів, демократичні інститути та культура, гендерна політика та політичні комунікації у багатьох країнах світу. Вона займає 4-е місце серед найбільш цитованих політологів у світі, більшість із яких наведено в політології від Google Scholar. Вона опублікувала понад сорок книг та численних статей. Її підхід, по суті, являє собою велику проблематику, орієнтовану на фактичні порівняльні політології, яка намагається підняти великі теоретичні ідеї, спрямовані на вирішення теоретично цікавих дебатів і розв'язання нагальних проблем в галузі політики у всьому світі.
Дослідження почалися в галузі гендерної політики, вона прагнула порівняти бар'єри для жінок в обраній посаді (у її книгах з політики та гендерної рівності та Rising Tide). Це переросло в ширше вивчення виборів, громадської думки та поведінки щодо голосування, особливо в Британії та Європі (наприклад: співавторська книга «Про повідомлення» та редагована книгу «Критичні громадяни»). Це, своєю чергою, призвело до її роботи щодо комунікації в рамках кампанії та впливу традиційних засобів масової інформації (Virtuous Circle) та Інтернету (Digital Divide). Інтерес до культури дав поштовх до дослідження з Роном Інглехартом, за допомогою дослідження «Світові цінності», включаючи порівняльні дослідження релігії (священний та світський) та глобальні потоки інформації (Cosmopolitan Communications). Період демократичного врядування в ПРООН розповсюджував книги, що аналізують основні інститути, найбільш ефективні для розвитку (в тому числі рушійна демократія та здійснення демократичного управління). Останнім часом її інтереси об'єднались під егідою Проєкту доброчесності виборців, створюючи серію авторських та редагованих книг (таких як «Чому виборчі питання цілісності»).
У 2014 році вона була нагороджена премією Карла Дьюка за її внесок у міждисциплінарні дослідження Міжнародної асоціації політичних наук. У 2011 році Норріс та Рональд Інглехарт були нагороджені премією ім. Йохана Скитте з політології за «сприяння інноваційним ідеям щодо актуальності та коріння політичної культури в глобальному контексті, перевершуючи попередні основні підходи до досліджень». До інших відзнак включають: відзнаку Доктора Хонора Кауса, нагороду Единбурзького університу, Австралійської дослідницької ради Кетлін Фіцпатрік, Лауреат стипендій та відзнака Асоціації політичних досліджень спеціального визнання Великої Британії.

## Публікації

#### Монографії
- Піппа Норріс. 2015. Чому вибори провалилися. Нью-Йорк: Кембриджський університет Прес.
- Піппа Норріс. 2014. Чому виборча цілісність має значення. Нью-Йорк: Кембриджський університет Прес.
- Піппа Норріс. 2012. Впровадження демократичного врядування: вплив режимів на процвітання, добробут та мир. Нью-Йорк: Кембриджський університет Прес.
- Піппа Норріс. Демократичний дефіцит: критичні громадяни переглянуті. Нью-Йорк: Кембриджський університет Прес.
- Піппа Норріс і Рональд Інгехарт. Космополітичні комунікації: культурне різноманіття в глобалізованому світі. Нью-Йорк: Кембриджський університет Прес
- Піппа Норріс. 2008. Водіння демократії: чи працюють інститути спільного використання влади? Нью-Йорк: Кембриджський університет Прес.
- Піппа Норріс. 2005. Радикальне право: виборці та партії на виборчому ринку. Нью-Йорк: Кембриджський університет Прес.
- Піппа Норріс і Рональд Інгехарт. Священна та світська: політика та релігія у всьому світі. Нью-Йорк: Кембриджський університет Прес.
- Піппа Норріс. Виборча інженерія 2004 року: правила голосування та політична поведінка. Нью-Йорк: Кембриджський університет Прес.
- Рональд Інгехарт та Піппа Норріс. 2003. Зростання припливу: гендерна рівність та культурні зміни в усьому світі. Співрозмовник з Рональдом Інгехартом. Нью-Йорк: Кембриджський університет Прес.
- Піппа Норріс. 2002. Демократичний Фенікс: Відродження політичного активізму. Нью-Йорк: Кембриджський університет Прес.
- Піппа Норріс. 2001 Digital Divide? Громадянська співпраця, інформаційна бідність та Інтернет у всьому світі. Кембридж: Кембриджський університет Прес. Стор. 303.
- Піппа Норріс. 2000 Добрий Круг? Політичні комунікації в постіндустріальній демократії. Кембридж: Кембриджський університет Прес. Стор. 398.
- Піппа Норріс, Джон Куртис, Девід Сандерс, Маргарет Скемелєл і Холі А. Семенко. 1999. На повідомлення. Мудрець
- Піппа Норріс. 1997. Изменение выборов с 1945. Мудрец.
- Піппа Норріс і Джоні Ловендэндски. 1995. Гендер, раса та клас у британському парламенті. Кембриджський університет Прес.
- Піппа Норріс. 1990. Британські бій-вибори. Блеквелл.
- Піппа Норріс. 1986. Політика та сексуальна рівність. Лінн Рейннер.

#### Редаговані книги
- Суперечливі вибори, об'єднані з Річардом Франком та Ферраном Мартінесом і комою, Routledge, 2015).
- Посилення доброчесності виборців (спільно з Річардом Франком та Ферраном Мартінесом і Комою, Оксфордський університет Прес 2014)
- Порівняння демократій 4 (спільно з Лоуренсом ЛеДуком та Річардом Німі, Sage 2014)
- Public Sentinel: Новини ЗМІ та Порядок денний управління (World Bank 2009).
- Британія Голоси 2005 (спільно з Крістофером Влезеном, Sage 2005), Кадровий тероризм (спільно з Маріон Прад і Монтегель Керн, Routledge 2003), Британія Голоси 2001 (Oxford University Press 2001), Критичні громадяни (Oxford University Press 1999), Критичні вибори (спільно з Джефрі Еванс, Sage 1999), Політика новин (спільно з Доріс Грабер та Денис Маккуейл 1998 CQ Press, 2-е видання 2007 р.), Вибори й поведінка голосування (1998 рік), Британія Голоси 1997 (Oxford University Press 1997), Жінки, медіа та політика (Oxford University Press 1997), Політика і преса (1997), Проходження до влади (1997 р.), Порівняння демократій (у співпраці з Lawrence LeDuc та Richard Niemi, 1996, 2 видавництво 2002, 3-е видання Sage 2009)
- Жінки в політиці (спільно з Джоні Ловендэндски, Oxford University Press 1996), Різні голоси, різні життя (спільно з Joni Lovendingki та Marianne Githens, 1994), Гендер і Партійна Політика (спільно з Джоні Ловендэнкі, Sage 1993), Щорічник про вибори та партії в Британії (coedited, 1991, 1992, 1993).
- Її роботи були опублікована більш ніж на десятках мов (французька, німецька, голландська, італійська, шведська, іспанська, португальська, російська, польська, угорська, хорватська, паштунська, арабська, китайська, індонезійська, корейська та японська).
- Статті з журналів включають публікації в Британському журналі політичних наук, політологічні дослідження, політичні комунікації, Європейського журналу політичних досліджень, Міжнародні політологічні огляди, виборчі дослідження та законодавчі дослідження, а також вона була засновником Гарвардського університету та редактором Міжнародного журналу про політику.